# Liziranje
Liziranje (od stgrč. λύσις lýsis, "gubljenje"  od λύειν lýein, "odvezati") odnosi se na raspadanje stanične membrane. Izvodi se virusnim, enzimskim ili osmoznim mehanizmima koji ugrožavaju njenu cjelovitost. Tekućina koja sadrži sastojke liziranih stanica naziva se lizat. U biokemijskim laboratorijima, laboratorijima molekularne i stanične biologije, stanične kulture podlaže se procesu liziranja radi pročišćavanja njihovih sastojaka, kao u purifikaciji bjelančevina, ekstrahiranju DNK, ekstrahiranju RNK ili u pročišćavanju (purifikaciji) staničnih tjelešaca.